# San Bartolomé Quialana
San Bartolomé Quialana là một đô thị thuộc bang Oaxaca, México. Năm 2005, dân số của đô thị này là 2485 người.